# Red Strings
Les Red Strings (en français : Cordons Rouges, également appelés Héros de l'Amérique) étaient une faction dans le Sud des États-Unis pendant la guerre Civile Américaine. Ils étaient favorables à la paix, à la fin de la Confédération et à un retour à l'Union. Ils commencent au début de la guerre en tant que groupe d'Unionistes et de Quakers dans les régions du Piedmont comme la Caroline du Nord et la Virginie, où l'esclavage est peu répandu et où les arguments en faveur de la sécession ont moins d'influence.

## Origine
Au cours de l'année 1863, la guerre entraîne une lassitude croissante chez les civils de la Confédération. Les pro-Union commencent alors à s'organiser en résistance. L'Ordre Loyal des Héros de l'Amérique est créé par plusieurs hommes de la Caroline du Nord, dont Henderson Adams, contrôleur des finances de l’État de Caroline du Nord à cette période. Le leader réel est John Pool, qui deviendra plus tard Sénateur républicain de Caroline du Nord, qui passera quelque temps en prison à Richmond et qui voyagera à travers l'ouest de la Virginie en 1864.
Leur nom vient des cordons rouges portés sur leurs revers ou pendus à l'extérieur de leurs fenêtres afin de se distinguer des rebelles. Ce symbole vient de l'histoire biblique de la prostituée Rahab, qui avait aidé deux espions d'Israël à s'échapper de Jéricho avec un cordon rouge. Ceux-ci lui suggérèrent d'accrocher un fil rouge à sa fenêtre en symbole de reconnaissance et pour montrer sa foi. Josué, Chapitre 2, Versets 18, 21, et le Chapitre 6, verset 23 : « ..attache ce cordon de fil cramoisi à la fenêtre par laquelle tu nous fais descendre... ...et elle attacha le cordon de cramoisi à la fenêtre... ...Josué laissa la vie à Rahab la prostituée, à la maison de son père et à tous ceux qui lui appartenaient. ; elle a habité au milieu d'Israël jusqu'à ce jour, parce qu'elle avait caché les messagers que Josué avait envoyés pour explorer Jéricho. »
L'organisation est complètement décentralisée et la plupart n'avaient connaissance de l'identité que d'un seul de leurs confrères ; la plupart de leurs activités anti-Confédérés sont menées dans le secret. Certains estiment que, vers la fin de la guerre, au moins 10 000 personnes appartenaient aux Red Strings. Leurs actions sont aussi perturbatrices envers l'effort de guerre sudiste que celles des Copperheads envers l'Union.

## Activités
« L'organisation pour la paix la mieux développée, l'Ordre des Héros de l'Amérique, aurait été organisée dès le mois de décembre 1861, mais son lieu de naissance et ses instigateurs demeurent inconnus. Actifs en Caroline du Nord, au sud-ouest de la Virginie et à l'est du Tennessee, les Héros protègent les déserteurs, aident des espions et des prisonniers évadés. Ils fournissent des informations sur les effectifs et les mouvements des troupes de la Confédération afin de les mettre en déroute. Le Brigadier Général John Echols, dans son enquête sur l'ordre en Virginie après sa découverte en 1864, estime qu'il a été formé à l'initiative des autorités Fédérales. Des responsables civils et militaires de l'Union coopèrent avec l'ordre en assurant à ses membres un passage sûr à travers leurs lignes et en leur offrant l'exemption du service militaire s'ils ont déserté, la protection de leurs biens et une part des propriétés confisquées aux Confédérés après la guerre. En plus de leurs signes et mots de passe, les Héros s'identifient par le port d'un fil rouge sur leur revers, et sont ainsi surnommés les "Cordons Rouges" et la "Bande du Cordon Rouge". »
L'Ordre des Héros de l'Amérique s’étend jusque dans le sud-ouest de la Virginie. Le village de Paint Bank en Virginie est connu comme un repaire de l'Union à cause du grand nombre de sympathisants dans sa population. L'un des membres de l'Ordre est un charron de Christiansburg, Virginie nommé Williams. On ne sait pas s'il s'agit du même Williams désigné par les résidents de Back Valley, en Virginie, comme un membre de la Ligue Loyale.
En plus des groupes d'opposition organisés tels que les Cordons Rouges et les Héros de l'Amérique, il y existe d'autres groupes qui s'apparentent plus à des bandits. Connus comme les « Bisons, » (anglais : Buffaloes) ces hommes, et quelques femmes, sont un mélange de déserteurs confédérés, d'insoumis, d'hommes pro-Union, d'esclaves et d'autres hommes fuyant la potence comme des incendiaires, des violeurs et des assassins. Vivant en petits groupes dans les marais de l'est de la Caroline du Nord ou dans les forêts du centre et de l'ouest de l'État, ils attaquent des maisons isolées, souvent en toute impunité, puisque la plupart des hommes sont partis à la guerre, et qu'il n'y a aucune limite à leur non-respect des lois. « Les correspondants dans les archives de guerre ne semblent pas être conscients que la Caroline du Nord, comme l'ensemble de la Gaule, était divisée en trois parties - les Confédérés, les Yankees et les Bisons. Il était plus facile de permettre aux Yankees de positionner leur garnison sur la côte et de les y laisser plutôt que de gérer cet espace nous-mêmes, mais il est amusant de lire à ce propos que "les Rebelles ont envahi la Caroline du Nord". »
Les « Red Strings » s'emploient également à former des soldats noirs et à les faire combattre pour l'Union. Il existe divers recensements de ces compagnies de Noirs créées pendant la guerre, comme celles mentionnées dans l'autobiographie d'Elizabeth Lee Battle, « Forget-Me-Nots of the Civil War. »
Après la guerre, ils s'opposent activement au Ku Klux Klan. « L'une des causes principales de l'organisation du Ku Klux Klan dans la Caroline du Nord a été de combattre l'influence de la Union League. Le gouverneur William Woods Holden fut le premier président de la Ligue en Caroline du Nord, et James H. Harris, un nègre, était Vice-président. » Le professeur Lefler racontera plus tard : « S'il n'y avait pas eu la  Loyal League en Caroline du Nord, il n'y aurait pas eu de Ku Klux Klan, ou de rassemblement de Blancs ... Cependant les nègres [sic] agissent ensemble, si bien que l'on n'ose pas sortir du rang ; ils sont encore organisés comme une solide phalange... » Il citera plus tard une enquête du Congrès sur les origines du KKK en Caroline du Nord: « C'était à un moment où le parti Républicain avait trois organisations secrètes en opération dans l'État, la Union League, les Héros de l'Amérique, et les Cordons Rouges. Ils avaient un journal appelé le Cordon Rouge, imprimé à Greensorough [sic], édité par M. Tourgée (Albion W. Tourgée). Nos amis ont trouvé adéquat d'organiser une société secrète dans le but de contrer cette influence.- Ku Klux reports, Témoignage de Caroline du Nord, pp. 8, 309-310, 318, 363. »

## L'équipe de Baseball Red Strings
Le terme « Red Strings » est devenu populaire dans différents milieux après la guerre. En effet, au cours de la génération suivante, une équipe de baseball réputée formée dans le Comté de Yadkin prend le nom de « Red Strings ». Ils ont perdu seulement trois matchs sur la soixantaine qu'ils ont joués dans leur brève carrière. Nombreux sont les joueurs qui ont été formés dans les écoles de Quakers, même s'ils ont nié toute relation avec les « Red Strings » de la Guerre Civile. « L'origine du nom Red Strings n'est pas vraiment définie. Des membres pensent que c'est le Capitaine Gus Long, organisateur et gestionnaire, qui a donné le nom... Le nom de Red Strings n'était pas apprécié à Elkin car il ressemblait trop au nom d'un groupe politique occulte de l'époque, les "Red Shirts"(Chemises Rouges), associé à l'ancien Ku Klux Klan. Ils ont préféré s'appeler les "Longtown boys (Garçons de Longtown)". »

## La Conspiration «Red String»
Une conspiration avec un nom similaire, également organisée par des esclaves et des travailleurs asservis, se déroule au XVIIIème siècle en Géorgie. Cependant, une quelconque influence ou association avec les Red Strings ultérieurs ne peut être établie. En 1735 et 1736, une conspiration parmi des travailleurs asservis fut étouffée à Savannah en Géorgie et en Caroline du Sud. Ces serviteurs étaient connus « par un fil rouge attaché à leur poignet droit » et ils tuaient les maîtres blancs et s'échappaient pour rejoindre des Indiens d'Amérique, des esclaves échappés et d'autres serviteurs ayant pris la fuite.